# César/Bester ausländischer Film

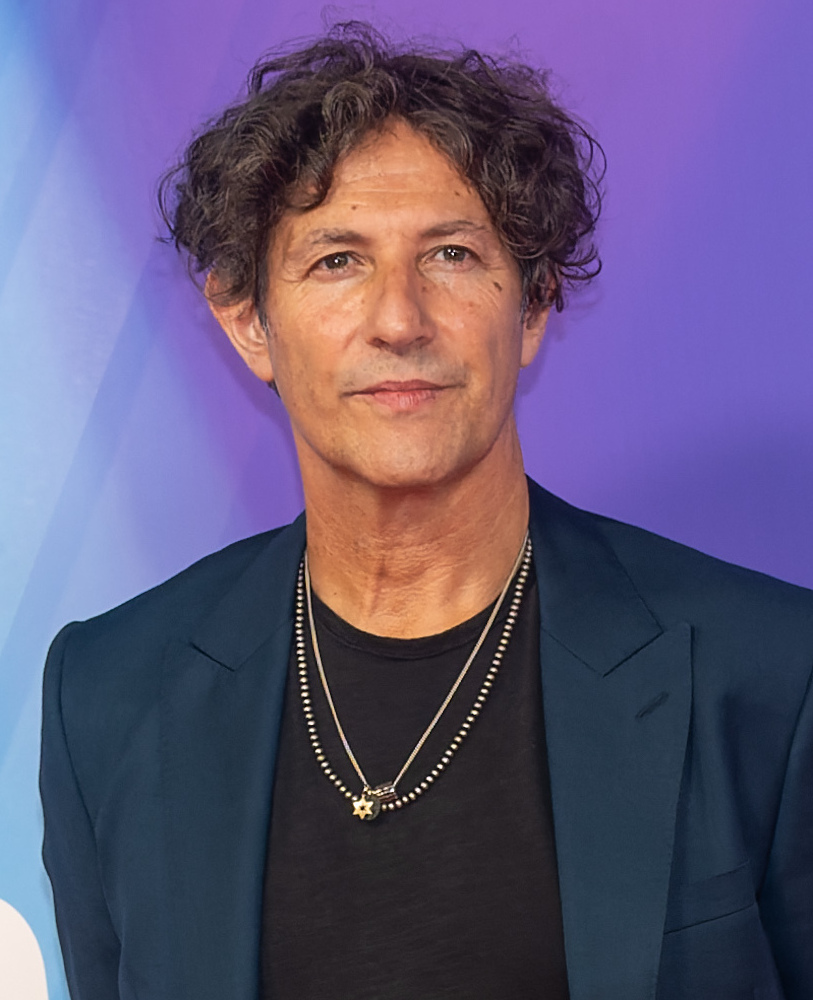
Preisträger 2025: Der Film The Zone of Interest von Jonathan Glazer

Der César in der Kategorie Bester ausländischer Film (Meilleur film étranger) wird seit 1976 verliehen. Die Mitglieder der Académie des Arts et Techniques du Cinéma vergeben ihre Auszeichnungen für die besten Filmproduktionen und Filmschaffenden rückwirkend für das vergangene Kinojahr.
| Statistik                         | Name                         | Anzahl | Jahr                                                       |
| --------------------------------- | ---------------------------- | ------ | ---------------------------------------------------------- |
| Häufigste Auszeichnungen          | Clint Eastwood               | 3      | 2004, 2006, 2010                                           |
| Häufigste Nominierungen           | Woody Allen                  | 10     | 1978, 1980, 1986, 1987, 1992, 1993, 1994, 1998, 2006, 2014 |
| Häufigste Nominierungen ohne Sieg | Jean-Pierre und Luc Dardenne | 6      | 1997, 2009, 2012, 2015, 2017, 2020                         |

Die unten aufgeführten Filme werden mit ihrem deutschen Verleihtitel (sofern vorhanden) angegeben, danach folgt in Klammern in kursiver Schrift der Originaltitel in der jeweiligen Landessprache, das/die Produktionsland/-länder und der Name des Regisseurs. Die Nennung des Originaltitels entfällt, wenn deutscher und Original-Filmtitel identisch sind. Die Gewinner stehen hervorgehoben an erster Stelle.

## 1970er-Jahre
1976
Der Duft der Frauen (Profumo di donna), Italien – Regie: Dino Risi
- Aguirre, der Zorn Gottes, Bundesrepublik Deutschland/Mexiko/Peru – Regie: Werner Herzog
- Nashville, USA – Regie: Robert Altman
- Die Zauberflöte (Trollflöjten), Schweden – Regie: Ingmar Bergman

1977
Wir waren so verliebt (C’eravamo tanto amati), Italien – Regie: Ettore Scola
- Barry Lyndon, Vereinigtes Königreich – Regie: Stanley Kubrick
- Einer flog über das Kuckucksnest (One Flew Over the Cuckoo’s Nest), USA – Regie: Miloš Forman
- Züchte Raben… (Cría cuervos), Spanien – Regie: Carlos Saura

1978
Ein besonderer Tag (Una Giornata particolare), Italien – Regie: Ettore Scola
- Der amerikanische Freund, Bundesrepublik Deutschland/Frankreich – Regie: Wim Wenders
- Brot und Schokolade (Pane e cioccolata), Italien – Regie: Franco Brusati
- Der Stadtneurotiker (Annie Hall), USA – Regie: Woody Allen

1979
Der Holzschuhbaum (L’Albero degli zoccoli), Italien/Frankreich – Regie: Ermanno Olmi
- Herbstsonate (Höstsonaten), Schweden – Regie: Ingmar Bergman
- Eine Hochzeit (A Wedding), USA – Regie: Robert Altman
- Julia, USA – Regie: Fred Zinnemann

## 1980er-Jahre
1980
Manhattan, USA – Regie: Woody Allen
- Apocalypse Now, USA – Regie: Francis Ford Coppola
- Die Blechtrommel, Bundesrepublik Deutschland/Frankreich/Polen/Jugoslawien – Regie: Volker Schlöndorff
- Hair, USA – Regie: Miloš Forman

1981
Kagemusha – Der Schatten des Kriegers (Kagemusha), Japan – Regie: Akira Kurosawa
- Fame – Der Weg zum Ruhm (Fame), USA – Regie: Alan Parker
- Kramer gegen Kramer, USA – Regie: Robert Benton
- The Rose, USA – Regie: Mark Rydell

1982
Der Elefantenmensch (The Elephant Man), Vereinigtes Königreich/USA – Regie: David Lynch
- Die Fälschung, Bundesrepublik Deutschland/Frankreich – Regie: Volker Schlöndorff
- Jäger des verlorenen Schatzes (Raiders of the Lost Ark), USA – Regie: Steven Spielberg

1983
Victor/Victoria, Vereinigtes Königreich/USA – Regie: Blake Edwards
- E.T. – Der Außerirdische (E.T. the Extra-Terrestrial), USA – Regie: Steven Spielberg
- Die Geliebte des französischen Leutnants (The French Lieutenant’s Woman), USA – Regie: Karel Reisz
- Yol – Der Weg (Yol), Türkei/Schweiz/Frankreich – Regie: Şerif Gören und Yılmaz Güney

1984
Fanny und Alexander (Fanny och Alexander), Schweden/Frankreich/Bundesrepublik Deutschland – Regie: Ingmar Bergman
- Carmen, Spanien – Regie: Carlos Saura
- Die Götter müssen verrückt sein (The Gods Must Be Crazy), Botswana – Regie: Jamie Uys
- Tootsie, USA – Regie: Sydney Pollack

1985
Amadeus, USA – Regie: Miloš Forman
- Greystoke – Die Legende von Tarzan, Herr der Affen (Greystoke: The Legend of Tarzan, Lord of the Apes), Vereinigtes Königreich – Regie: Hugh Hudson
- Maria’s Lovers, USA – Regie: Andrei Sergejewitsch Michalkow-Kontschalowski
- Paris, Texas, Frankreich/Bundesrepublik Deutschland – Regie: Wim Wenders

1986
The Purple Rose of Cairo, USA – Regie: Woody Allen
- Im Jahr des Drachen (Year of the Dragon), USA – Regie: Michael Cimino
- The Killing Fields – Schreiendes Land (The Killing Fields), Vereinigtes Königreich – Regie: Roland Joffé
- Ran, Japan/Frankreich – Regie: Akira Kurosawa
- Susan … verzweifelt gesucht (Desperately Seeking Susan), USA – Regie: Susan Seidelman

1987
Der Name der Rose, Frankreich/Italien/Bundesrepublik Deutschland – Regie: Jean-Jacques Annaud
- Hannah und ihre Schwestern (Hannah and Her Sisters), USA – Regie: Woody Allen
- Jenseits von Afrika (Out of Africa), USA – Regie: Sydney Pollack
- Mission (The Mission), Vereinigtes Königreich – Regie: Roland Joffé
- Die Zeit nach Mitternacht (After Hours), USA – Regie: Martin Scorsese

1988
Der letzte Kaiser (The Last Emperor), Frankreich/Italien/Vereinigtes Königreich – Regie: Bernardo Bertolucci
- Fellinis Intervista (Intervista), Italien – Regie: Federico Fellini
- Der Himmel über Berlin, Bundesrepublik Deutschland/Frankreich – Regie: Wim Wenders
- Schwarze Augen (Oci ciornie), Italien – Regie: Nikita Michalkow
- The Untouchables – Die Unbestechlichen (The Untouchables), USA – Regie: Brian De Palma

1989
Out of Rosenheim, Bundesrepublik Deutschland/USA – Regie: Percy Adlon
- Bird, USA – Regie: Clint Eastwood
- Falsches Spiel mit Roger Rabbit (Who Framed Roger Rabbit), USA – Regie: Robert Zemeckis
- Salaam Bombay!, Vereinigtes Königreich/Indien/Frankreich – Regie: Mira Nair

## 1990er-Jahre
1990
Gefährliche Liebschaften (Dangerous Liaisons), USA/Vereinigtes Königreich – Regie: Stephen Frears
- Cinema Paradiso (Nuovo cinema Paradiso), Italien/Frankreich – Regie: Giuseppe Tornatore
- Sex, Lügen und Video (Sex, Lies, and Videotape), USA – Regie: Steven Soderbergh
- Die Zeit der Zigeuner (Dom za vesanje), Vereinigtes Königreich/Italien/Jugoslawien – Regie: Emir Kusturica

1991
Der Club der toten Dichter (Dead Poets Society), USA – Regie: Peter Weir
- Fessle mich! (¡Átame!), Spanien – Regie: Pedro Almodóvar
- GoodFellas – Drei Jahrzehnte in der Mafia (Goodfellas), USA – Regie: Martin Scorsese
- Pretty Woman, USA – Regie: Garry Marshall
- Taxi Blues (Taksi-Blyuz), Sowjetunion/Frankreich – Regie: Pawel Lungin

1992
Toto der Held (Toto le héros), Frankreich/Belgien/Deutschland – Regie: Jaco Van Dormael
- Alice, USA – Regie: Woody Allen
- Der mit dem Wolf tanzt (Dances with Wolves), USA – Regie: Kevin Costner
- Das Schweigen der Lämmer (The Silence of the Lambs), USA – Regie: Jonathan Demme
- Thelma & Louise, USA – Regie: Ridley Scott
- Urga, Frankreich/Sowjetunion – Regie: Nikita Michalkow

1993
High Heels (Tacones lejanos), Spanien/Frankreich – Regie: Pedro Almodóvar
- Ehemänner und Ehefrauen (Husbands and Wives), USA – Regie: Woody Allen
- Der Liebhaber (L’Amant), Frankreich/Vereinigtes Königreich/Vietnam – Regie: Jean-Jacques Annaud
- The Player, USA – Regie: Robert Altman
- Wiedersehen in Howards End (Howards End), Vereinigtes Königreich/Japan – Regie: James Ivory

1994
Das Piano (The Piano), Australien/Neuseeland/Frankreich – Regie: Jane Campion
- Lebewohl, meine Konkubine (Ba wang bie ji), Volksrepublik China/Hongkong – Regie: Chen Kaige
- Manhattan Murder Mystery, USA – Regie: Woody Allen
- Raining Stones, Vereinigtes Königreich – Regie: Ken Loach
- The Snapper – Hilfe, ein Baby! (The Snapper), Vereinigtes Königreich/Irland – Regie: Stephen Frears

1995
Vier Hochzeiten und ein Todesfall (Four Weddings and a Funeral), Vereinigtes Königreich – Regie: Mike Newell
- Liebes Tagebuch… (Caro diario), Italien/Frankreich – Regie: Nanni Moretti
- Pulp Fiction, USA – Regie: Quentin Tarantino
- Schindlers Liste (Schindler’s List), USA – Regie: Steven Spielberg
- Short Cuts, USA – Regie: Robert Altman

1996
Land and Freedom, Frankreich/Spanien/Deutschland/Italien – Regie: Ken Loach
- Die Brücken am Fluß (The Bridges of Madison County), USA – Regie: Clint Eastwood
- Smoke, Deutschland/USA/Japan – Regie: Wayne Wang und Paul Auster
- Die üblichen Verdächtigen (The Usual Suspects), USA – Regie: Bryan Singer
- Underground, Frankreich/Jugoslawien/Deutschland/Ungarn – Regie: Emir Kusturica

1997
Breaking the Waves, Dänemark/Schweden/Frankreich/Niederlande/Norwegen/Island – Regie: Lars von Trier
- Fargo, USA – Regie: Joel Coen und Ethan Coen
- Lügen und Geheimnisse (Secrets & Lies), Vereinigtes Königreich/Frankreich – Regie: Mike Leigh
- Der Postmann (Il Postino), Italien – Regie: Michael Radford
- Das Versprechen (La Promesse), Belgien/Frankreich/Luxemburg – Regie: Jean-Pierre und Luc Dardenne

1998
Brassed Off – Mit Pauken und Trompeten (Brassed Off), Vereinigtes Königreich/USA – Regie: Mark Herman
- Alle sagen: I love you (Everyone Says I Love You), USA – Regie: Woody Allen
- Der englische Patient (The English Patient), USA – Regie: Anthony Minghella
- Ganz oder gar nicht (The Full Monty), Vereinigtes Königreich – Regie: Peter Cattaneo
- Hana-Bi (Hana-bi), Japan – Regie: Takeshi Kitano

1999
Das Leben ist schön (La Vita è bella), Italien – Regie: Roberto Benigni
- Central Station (Central do Brasil), Brasilien – Regie: Walter Salles
- Das Fest (Festen), Dänemark – Regie: Thomas Vinterberg
- Der Soldat James Ryan (Saving Private Ryan), USA – Regie: Steven Spielberg
- Titanic, USA – Regie: James Cameron

## 2000er-Jahre
2000
Alles über meine Mutter (Todo sobre mi madre), Spanien/Frankreich – Regie: Pedro Almodóvar
- Being John Malkovich, USA – Regie: Spike Jonze
- Eyes Wide Shut, USA/Vereinigtes Königreich – Regie: Stanley Kubrick
- Ghost Dog – Der Weg des Samurai (Ghost Dog: The Way of the Samurai), USA/Deutschland/Frankreich – Regie: Jim Jarmusch
- Der schmale Grat (The Thin Red Line), USA – Regie: Terrence Malick

2001
In the Mood for Love (Fa yeung nin wa), Hongkong/Frankreich/Thailand – Regie: Wong Kar-Wai
- American Beauty, USA – Regie: Sam Mendes
- Billy Elliot – I Will Dance (Billy Elliot), Vereinigtes Königreich/Frankreich – Regie: Stephen Daldry
- Dancer in the Dark, Dänemark/Deutschland/Niederlande/USA/Vereinigtes Königreich/Frankreich/Schweden/Finnland/Island/Norwegen – Regie: Lars von Trier
- Yi Yi – A One and a Two (Yi yi), Taiwan/Japan – Regie: Edward Yang

2002
Mulholland Drive – Straße der Finsternis (Mulholland Drive), Frankreich/USA – Regie: David Lynch
- The Man Who Wasn’t There, USA – Regie: Joel Coen
- Moulin Rouge, Australien/USA – Regie: Baz Luhrmann
- Traffic – Macht des Kartells (Traffic), Deutschland/USA – Regie: Steven Soderbergh
- Das Zimmer meines Sohnes (La Stanza del figlio), Italien/Frankreich – Regie: Nanni Moretti

2003
Bowling for Columbine, USA – Regie: Michael Moore
- Chihiros Reise ins Zauberland (Sen to Chihiro no kamikakushi), Japan – Regie: Hayao Miyazaki
- Im Rausch der Farben und der Liebe (Chihwaseon), Südkorea – Regie: Im Kwon-taek
- Minority Report, USA – Regie: Steven Spielberg
- Ocean’s Eleven, USA – Regie: Steven Soderbergh

2004
Mystic River, USA – Regie: Clint Eastwood
- Elephant, USA – Regie: Gus Van Sant
- Gangs of New York, USA – Regie: Martin Scorsese
- The Hours – Von Ewigkeit zu Ewigkeit (The Hours), USA – Regie: Stephen Daldry
- The Return – Die Rückkehr (Woswraschtschenije), Russland – Regie: Andrei Swjaginzew

2005
Lost in Translation, USA/Japan – Regie: Sofia Coppola
- 21 Gramm (21 Grams), USA – Regie: Alejandro González Iñárritu
- Fahrenheit 9/11, USA – Regie: Michael Moore
- Die Reise des jungen Che (Diarios de motocicleta), USA/Deutschland/Vereinigtes Königreich/Argentinien/Chile/Peru – Regie: Walter Salles
- Vergiss mein nicht! (Eternal Sunshine of the Spotless Mind), USA – Regie: Michel Gondry

2006
Million Dollar Baby, USA – Regie: Clint Eastwood
- A History of Violence, USA – Regie: David Cronenberg
- Match Point, Vereinigtes Königreich/USA/Luxemburg – Regie: Woody Allen
- Das Meer in mir (Mar adentro), Spanien/Frankreich/Italien – Regie: Alejandro Amenabar
- Walk on Water (ללכת על המים, Lalechet al haMajim), Israel/Schweden – Regie: Eytan Fox

2007
Little Miss Sunshine, USA – Regie: Jonathan Dayton und Valerie Faris
- Babel, USA, Mexiko – Regie: Alejandro González Iñárritu
- Brokeback Mountain USA – Regie: Ang Lee
- Die Queen (The Queen), Vereinigtes Königreich/Frankreich/Italien – Regie: Stephen Frears
- Volver – Zurückkehren (Volver), Spanien – Regie: Pedro Almodóvar

2008
Das Leben der Anderen, Deutschland – Regie: Florian Henckel von Donnersmarck
- 4 Monate, 3 Wochen und 2 Tage (4 luni, 3 săptămâni și 2 zile), Rumänien – Regie: Cristian Mungiu
- Auf der anderen Seite, Deutschland – Regie: Fatih Akin
- Helden der Nacht – We Own the Night (We Own the Night), USA – Regie: James Gray
- Tödliche Versprechen – Eastern Promises (Eastern Promises), USA/Kanada/Vereinigtes Königreich – Regie: David Cronenberg

2009
Waltz with Bashir (ואלס עם באשיר, Vals Im Bashir), Israel – Regie: Ari Folman
- Eldorado, Belgien – Regie: Bouli Lanners
- Gomorrha – Reise in das Reich der Camorra (Gomorra), Italien – Regie: Matteo Garrone
- Into the Wild – Die Geschichte eines Aussteigers (Into the Wild), USA – Regie: Sean Penn
- Lornas Schweigen (Le Silence de Lorna), Belgien – Regie: Jean-Pierre und Luc Dardenne
- There Will Be Blood, USA – Regie: Paul Thomas Anderson
- Two Lovers, USA – Regie: James Gray

## 2010er-Jahre
2010
Gran Torino, USA – Regie: Clint Eastwood
- Avatar – Aufbruch nach Pandora (Avatar), USA – Regie: James Cameron
- I Killed My Mother (J'ai tué ma mère), Kanada – Regie: Xavier Dolan
- Milk, USA – Regie: Gus Van Sant
- Panique au village, Belgien – Regie: Stéphane Aubier und Vincent Patar
- Slumdog Millionär (Slumdog Millionaire), Vereinigtes Königreich – Regie: Danny Boyle
- Das weiße Band – Eine deutsche Kindergeschichte, Deutschland/Österreich/Frankreich/Italien – Regie: Michael Haneke

2011
The Social Network, USA – Regie: David Fincher
- Bright Star, Neuseeland – Regie: Jane Campion
- Herzensbrecher (Les amours imaginaires), Kanada – Regie: Xavier Dolan
- Illegal (Illégal), Belgien – Regie: Olivier Masset-Depasse
- In ihren Augen (El secreto de aus ojos), Argentinien – Regie: Juan José Campanella
- Inception, USA – Regie: Christopher Nolan
- Invictus – Unbezwungen (Invictus), USA – Regie: Clint Eastwood

2012
Nader und Simin – Eine Trennung (جدایی نادر از سیمین Jodaeiye Nader az Simin), Iran – Regie: Asghar Farhadi
- Black Swan, USA – Regie: Darren Aronofsky
- Drive, USA – Regie: Nicolas Winding Refn
- Die Frau die singt – Incendies (Incendies), Kanada – Regie: Denis Villeneuve
- Der Junge mit dem Fahrrad (Le gamin au vélo), Belgien – Regie: Jean-Pierre und Luc Dardenne
- The King’s Speech, Vereinigtes Königreich – Regie: Tom Hooper
- Melancholia, Dänemark – Regie: Lars von Trier

2013
Argo, USA – Regie: Ben Affleck
- À perdre la raison, Belgien/Luxemburg/Frankreich/Schweiz – Regie: Joachim Lafosse
- Angels’ Share – Ein Schluck für die Engel (The Angels’ Share), Vereinigtes Königreich/Frankreich/Belgien/Italien – Regie: Ken Loach
- Bullhead (Rundskop), Belgien – Regie: Michaël R. Roskam
- Die Königin und der Leibarzt (En kongelig affære), Dänemark/Tschechische Republik/Deutschland/Schweden – Regie: Nikolaj Arcel
- Laurence Anyways, Kanada – Regie: Xavier Dolan
- Oslo, 31. August (Oslo, 31. august), Norwegen – Regie: Joachim Trier

2014
The Broken Circle (The Broken Circle Breakdown), Belgien – Regie: Felix Van Groeningen
- Blancanieves, Spanien/Frankreich – Regie: Pablo Berger
- Blue Jasmine, USA – Regie: Woody Allen
- Dead Man Talking, Belgien – Regie: Patrick Ridremont
- Django Unchained, USA – Regie: Quentin Tarantino
- La Grande Bellezza – Die große Schönheit (La grande bellezza), Italien – Regie: Paolo Sorrentino
- Gravity, USA – Regie: Alfonso Cuarón

2015
Mommy, Kanada – Regie: Xavier Dolan
- 12 Years a Slave, USA – Regie: Steve McQueen
- Boyhood, USA – Regie: Richard Linklater
- Grand Budapest Hotel, USA – Regie: Wes Anderson
- Ida, Polen – Regie: Pawel Pawlikowski
- Winterschlaf (Kış Uykusu), Türkei – Regie: Nuri Bilge Ceylan
- Zwei Tage, eine Nacht (Deux jours, une nuit), Belgien – Regie: Jean-Pierre und Luc Dardenne

2016
Birdman oder (Die unverhoffte Macht der Ahnungslosigkeit) (Birdman or (The Unexpected Virtue of Ignorance)), USA – Regie: Alejandro González Iñárritu
- Das brandneue Testament (Le tout nouveau testament), Belgien – Regie: Jaco Van Dormael
- Ewige Jugend (Youth), Italien – Regie: Paolo Sorrentino
- Ich bin tot, macht was draus! (Je suis mort mais j’ai des amis), Belgien – Regie: Guillaume Malandrin, Stéphane Malandrin
- Mia Madre, Italien – Regie: Nanni Moretti
- Son of Saul (Saul fia), Ungarn – Regie: László Nemes Jeles
- Taxi Teheran (Taxi), Iran – Regie: Jafar Panahi

2017
Ich, Daniel Blake (I, Daniel Blake), Vereinigtes Königreich – Regie: Ken Loach
- Aquarius, Brasilien/Frankreich – Regie: Kleber Mendonça Filho
- Bacalaureat, Rumänien – Regie: Cristian Mungiu
- Einfach das Ende der Welt (Juste la fin du monde), Kanada/Frankreich – Regie: Xavier Dolan
- Manchester by the Sea, USA – Regie: Kenneth Lonergan
- Toni Erdmann, Deutschland/Österreich – Regie: Maren Ade
- Das unbekannte Mädchen (La fille inconnue), Belgien – Regie: Jean-Pierre und Luc Dardenne

2018
Loveless (Нелюбовь), Russland – Regie: Andrei Swjaginzew
- Dunkirk, Vereinigtes Königreich/USA/Frankreich/Niederlande – Regie: Christopher Nolan
- Ein königlicher Tausch (L’échange des princesses), Frankreich/Belgien – Regie: Marc Dugain
- La La Land, USA – Regie: Damien Chazelle
- Die Nile Hilton Affäre (The Nile Hilton Incident), Schweden/Dänemark/Deutschland/Frankreich – Regie: Tarik Saleh
- Noces, Belgen/Pakistan/Luxemburg/Frankreich – Regie: Stephan Streker
- The Square, Schweden/Deutschland/Frankreich/Dänemark – Regie: Ruben Östlund

2019
Shoplifters – Familienbande, Japan – Regie: Hirokazu Koreeda
- Capernaum – Stadt der Hoffnung, Libanon – Regie: Nadine Labaki
- Cold War – Der Breitengrad der Liebe, Polen – Regie: Paweł Pawlikowski
- Girl, Belgien – Regie: Lukas Dhont
- Hannah, Brasilien – Regie: Andrea Pallaoro
- Nos batailles, Belgien, Frankreich – Regie: Guillaume Senez
- Three Billboards Outside Ebbing, Missouri, USA – Regie: Martin McDonagh

## 2020er-Jahre
2020
Parasite (Gisaengchung /기생충), Südkorea – Regie: Bong Joon-ho
- Joker, Vereinigte Staaten – Regie: Todd Phillips
- Leid und Herrlichkeit (Dolor y gloria), Spanien – Regie: Pedro Almodóvar
- Lola und das Meer (Lola vers la mer), Belgien, Frankreich – Regie: Laurent Micheli
- Once Upon a Time in Hollywood, Vereinigte Staaten – Regie: Quentin Tarantino
- Il Traditore – Als Kronzeuge gegen die Cosa Nostra (Il traditore), Italien, Frankreich, Deutschland, Brasilien – Regie: Marco Bellocchio
- Young Ahmed (Le jeune Ahmed), Belgien – Regie: Jean-Pierre und Luc Dardenne

2021
Der Rausch (Druk) – Regie: Thomas Vinterberg
- 1917 – Regie: Sam Mendes
- Corpus Christi – Regie: Jan Komasa
- Vergiftete Wahrheit (Dark Waters) – Regie: Todd Haynes
- La virgen de agosto – Regie: Jonás Trueba

2022
The Father, Vereinigtes Königreich, Schweiz – Regie: Florian Zeller
- Abteil Nr. 6 (Hytti nro 6), Finnland, Estland, Russland, Deutschland – Regie: Juho Kuosmanen
- Drive My Car (ドライブ・マイ・カー, Doraibu mai kā), Japan – Regie: Ryūsuke Hamaguchi
- First Cow, Vereinigte Staaten – Regie: Kelly Reichardt
- Der schlimmste Mensch der Welt (Verdens verste menneske), Norwegen – Regie: Joachim Trier
- Teheran Connection (متری شیش و نیم), Iran – Regie: Saeed Roustayi
- Parallele Mütter (Madres paralelas), Spanien – Regie: Pedro Almodóvar

2023
As bestas, Spanien, Frankreich – Regie: Rodrigo Sorogoyen
- Close, Belgien, Niederlande, Frankreich – Regie: Lukas Dhont
- Die Kairo Verschwörung (Boy from Heaven / Walad Min Al Janna), Schweden – Regie: Tarik Saleh
- EO, Polen, Italien – Regie: Jerzy Skolimowski
- Triangle of Sadness, Schweden – Regie: Rüben Ostlund

2024
The Nature of Love (Simple comme Sylvain), Kanada / Frankreich – Regie: Monia Chokri
- Die Bologna-Entführung – Geraubt im Namen des Papstes (Rapito), Italien / Frankreich / Deutschland – Regie: Marco Bellocchio
- Fallende Blätter (Kuolleet lehdet), Finnland – Regie: Aki Kaurismäki
- Oppenheimer, USA / Vereinigtes Königreich – Regie: Christopher Nolan
- Perfect Days, Japan – Regie: Wim Wenders

2025
The Zone of Interest, USA / Vereinigtes Königreich / Polen – Regie: Jonathan Glazer
- Anora, USA – Regie: Sean Baker
- The Apprentice – The Trump Story (The Apprentice), USA / Kanada – Regie: Ali Abbasi
- Die Saat des heiligen Feigenbaums (دانه‌ی انجیر معابد Dāne-ye anjīr-e ma'ābed), Deutschland / Frankreich – Regie: Mohammad Rasulof
- The Substance, USA / Vereinigtes Königreich / Frankreich – Regie: Coralie Fargeat